# Alberto Varo Lara
Alberto Varo Lara (Tarragona, 18 de marzo de 1993) es un futbolista español que juega como portero y milita en el Nea Salamina Famagusta de la Segunda División de Chipre.

## Trayectoria
Se formó en las categorías inferiores del Club Gimnàstic de Tarragona y en la temporada 2013-14 llegó a debutar en las filas del primer equipo en el Grupo III de Segunda B. Tras dos temporadas en Segunda B, consiguió ascender a la Segunda División.
En la temporada 2015-16, con la llegada de Fabrice Ondoa, jugó con el C. F. Pobla de Mafumet, con el que no logró evitar el descenso a Tercera División.
En junio de 2016 fue cedido al F. C. Barcelona "B". Se lesionó durante la pretemporada y, una vez recuperado, llegó a entrenar con el primer equipo.
Tras dos años en el filial azulgrana, este decidió no ejecutar la opción de compra que tenía. Entonces recaló en el C. D. Lugo, donde estuvo hasta que a finales de agosto de 2021 rescindió su contrato. Entonces permaneció unos meses sin equipo, hasta que a final de año firmó por la Real Balompédica Linense para lo que quedaba de temporada y una más.
El 13 de junio de 2023 se hizo oficial su vuelta al Club Gimnàstic de Tarragona hasta 2025. Llegado ese momento decidió probar fortuna fuera de España y fichó por el Nea Salamina Famagusta que acababa de descender a la Segunda División de Chipre.

## Clubes
| Club                         | País   | Año       | Partidos | G. E. |
| ---------------------------- | ------ | --------- | -------- | ----- |
| C. F. Pobla de Mafumet       | España | 2014-2016 | 23       | 23    |
| Gimnàstic de Tarragona       | España | 2016-2018 | 0        | 0     |
| F. C. Barcelona "B" (cedido) | España | 2016-2018 | 21       | 23    |
| C. D. Lugo                   | España | 2018-2021 | 16       | 23    |
| Real Balompédica Linense     | España | 2022-2023 | 32       | 27    |
| Gimnàstic de Tarragona       | España | 2023-2025 |          |       |
| Nea Salamina Famagusta       | Chipre | 2025-     |          |       |